# Passage piéton
Pour les articles homonymes, voir Passage.

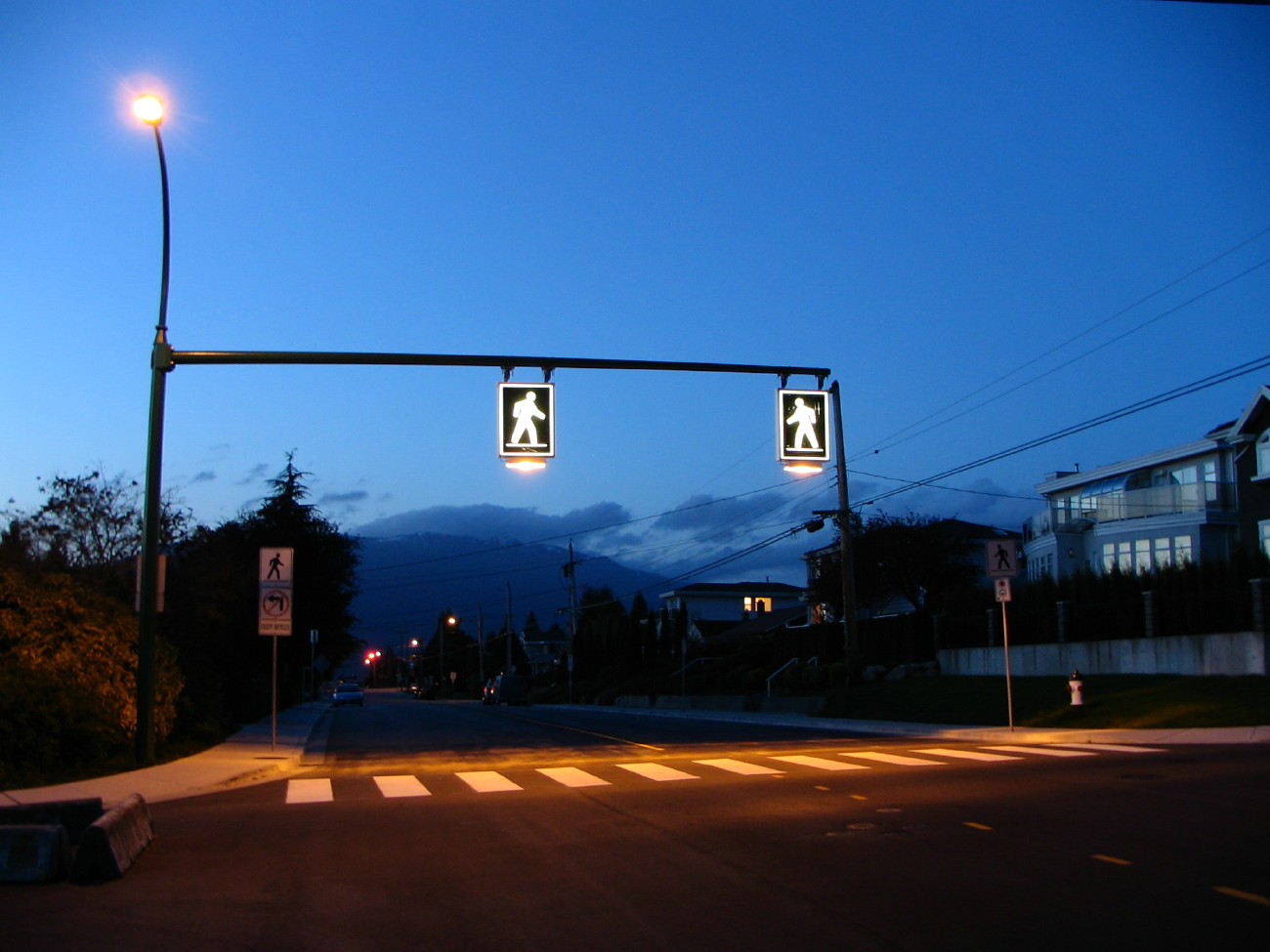
Passage piéton à Burnaby en Colombie-Britannique (Canada).

Un passage piéton (parfois appelé passage clouté, malgré la disparition des clous) est une partie de la route, aménagée afin de permettre aux piétons de circuler en sécurité sur la chaussée, généralement pour la traverser. Il est conçu pour maintenir les usagers groupés dans un espace visible par les automobilistes et où ils peuvent circuler ou traverser en toute sécurité vis-à-vis du trafic routier.
Toutefois, en France, 30 % ou un tiers[réf. nécessaire] des accidents mortels impliquant un piéton ont lieu sur ce type de passages.

## Description

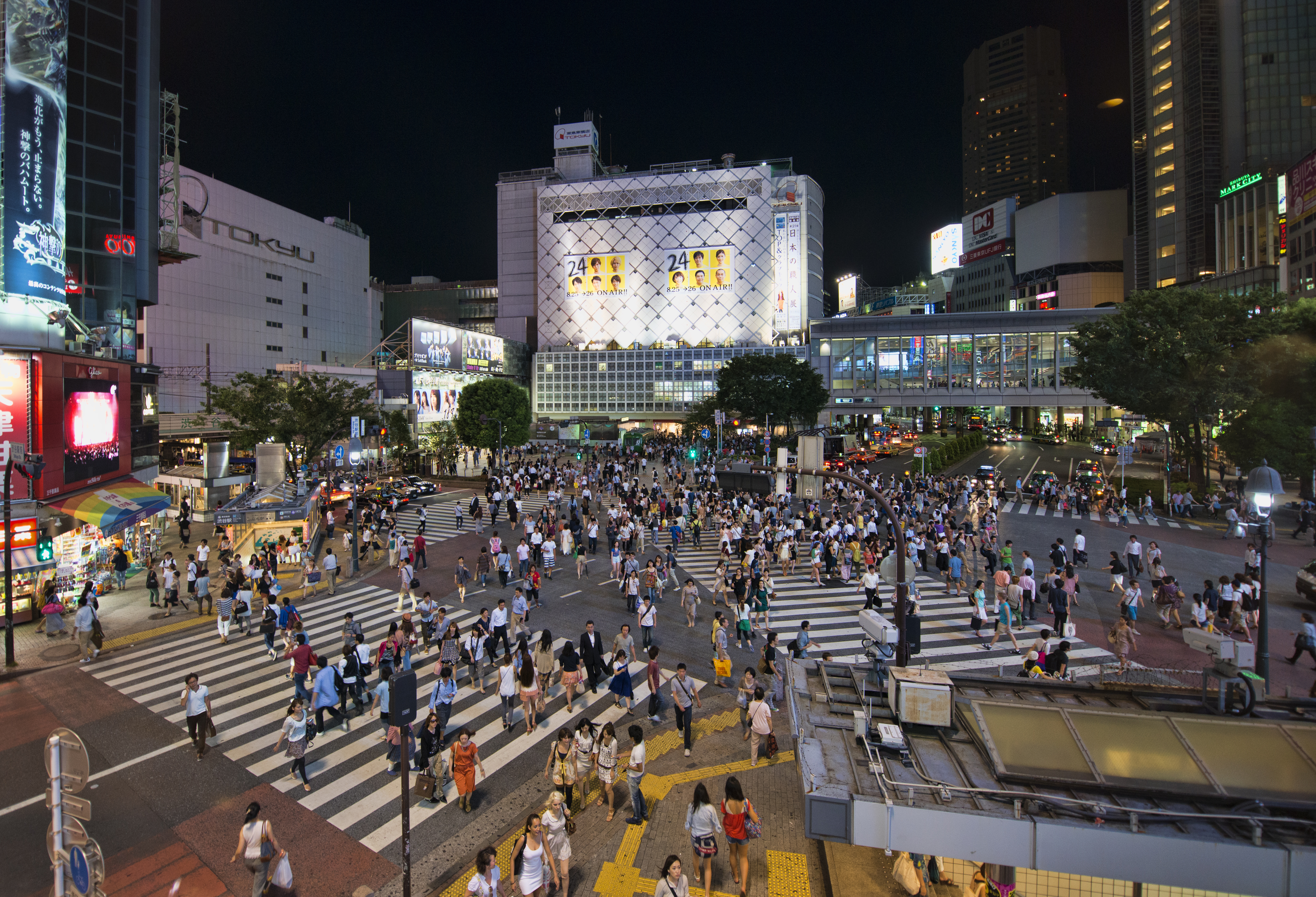
L'un des passages piétons les plus fréquentées au monde, le Shibuya Crossing ou carrefour Hachiko dans l'arrondissement de Shibuya à Tokyo.

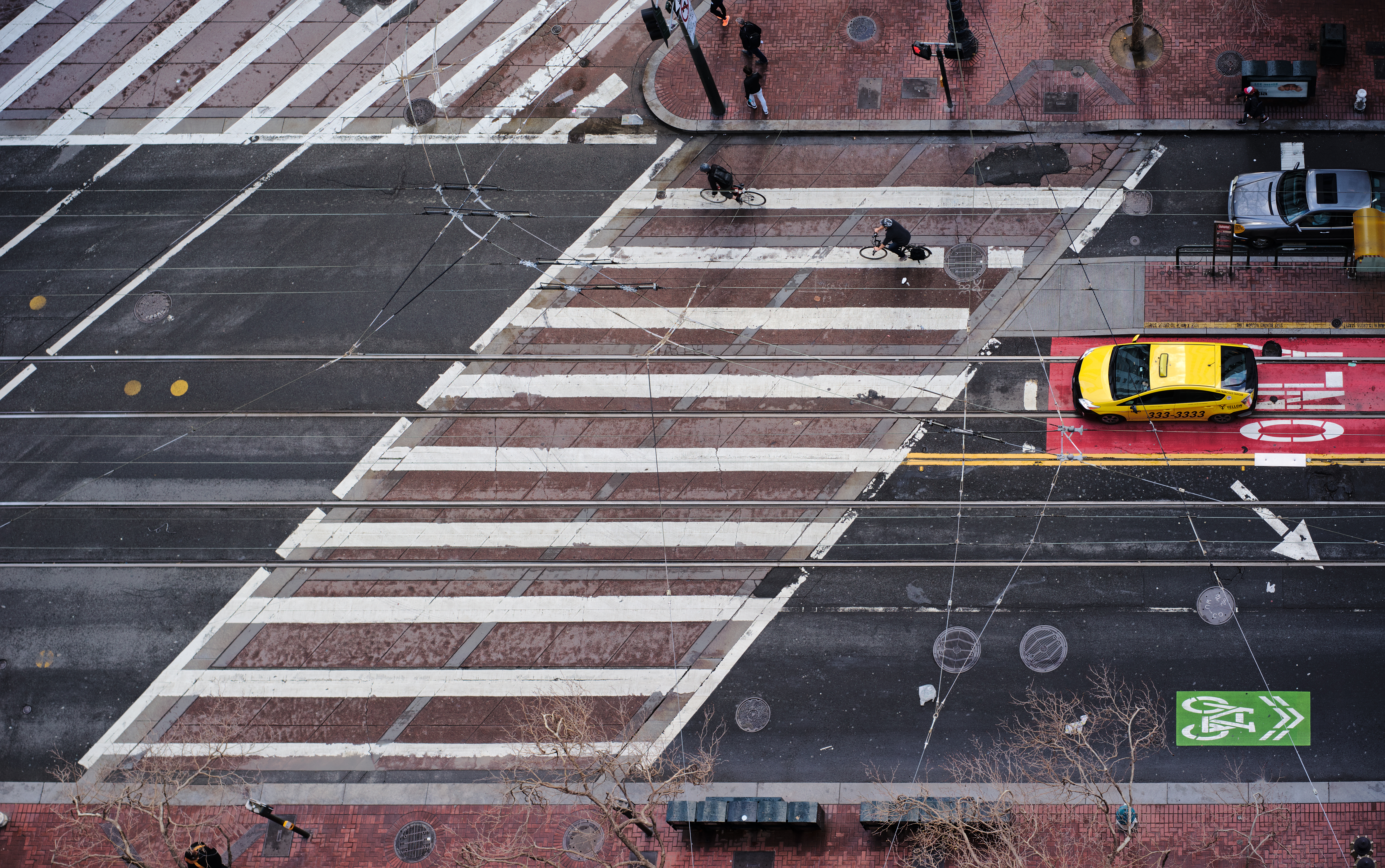
Passage piéton à San Francisco.

Les passages piétons sont souvent positionnés à des intersections, mais ils peuvent également être créés à des points différents, en dehors desquels il pourrait être dangereux de traverser. On en trouve ainsi souvent à proximité des écoles ou d’endroits fréquentés par des enfants. En outre, les passages piétons peuvent contribuer à limiter la vitesse des automobilistes.
Les passages piétons peuvent être simplement matérialisés par une signalisation horizontale sur la chaussée pour les routes à faibles trafics. Cependant, dans les zones avec un trafic important, ils sont accompagnés de panneaux de signalisation lumineux ou à diodes ou de lampes clignotantes dans certains pays. Pour certains panneaux de signalisation, il est nécessaire de presser sur un bouton pour activer le panneau. Ces panneaux peuvent également s’intégrer dans un ensemble de feux tricolores existants ou bien être autonomes si le passage n’est pas positionné au droit d’un carrefour.
Pour les routes à très fort trafic, des passerelles ou des tunnels piétonniers peuvent être aménagés. Des passerelles couvertes (appelées skyways ou skywalks) reliant par voie aérienne deux ou plusieurs immeubles, sont souvent installées dans les zones où les fortes intempéries sont fréquentes et où les flux piétons et véhicules sont importants.
Des marques spéciales — généralement des bandes  — sont souvent apposées sur le revêtement tant pour informer les piétons que pour faire ralentir les automobilistes. Ces marques varient selon les pays. Aux États-Unis, il y a beaucoup d’incohérences, même si les différences entre aménagements sont relativement mineures. Au Royaume-Uni, il y a plusieurs types de marques, bien identifiées.
Des refuges pour piétons ou des petits îlots au milieu de la chaussée peuvent être ajoutés à l’aménagement pour sécuriser la traversée lorsque celle-ci est longue.
Dans certains pays[Lesquels ?] existe le principe de la « ruée piétonne » (aussi dénommée Barnes Dances), où l’ensemble des feux sont arrêtés pour permettre aux piétons de traverser dans toutes les directions en même temps.

## Historique

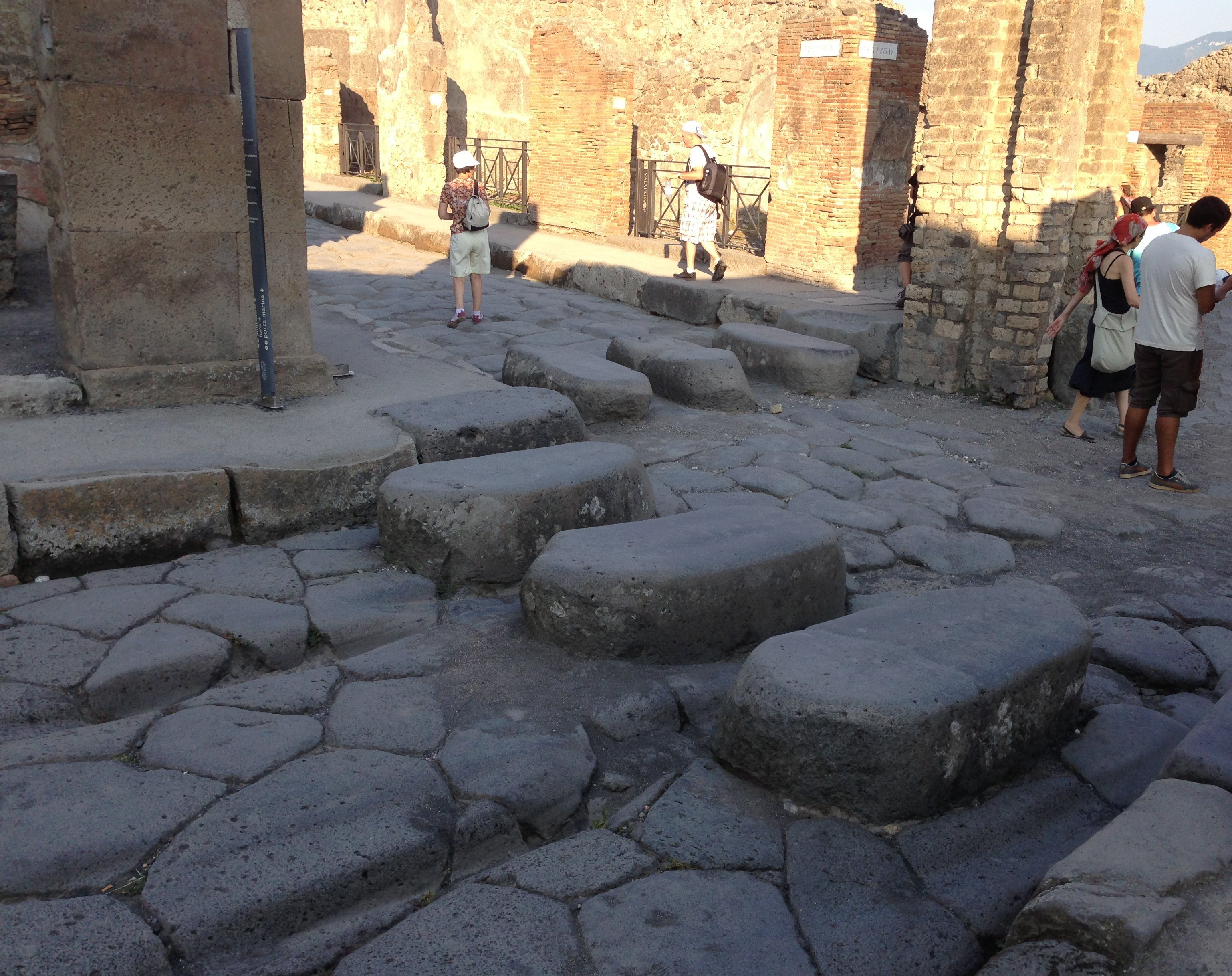
Passages piétons à un carrefour dans la ville romaine de Pompéi. On peut observer la trace des chars sur les pavés

Des passages surélevés pour piétons existaient déjà il y a plus de 2 000 ans, comme on peut le constater à Pompéi. Ils permettaient aux piétons de traverser les rues à chaque carrefour, en passant de trottoir à trottoir, ceux-ci étant assez élevés (30 cm ou plus), pour empêcher les chars de quitter la chaussée.
Le premier signal lumineux est apparu, en décembre 1868, dans la rue Bridge Street de Londres. L'inventeur en était John Peake Knight (en), un ingénieur ferroviaire, qui le conçut dans le but d'améliorer la sécurité des nombreux piétons traversant à cet endroit. Le signal consistait initialement en un sémaphore articulé manœuvré manuellement par un policier. Le sémaphore fut ensuite enrichi de lumières vertes et rouges pour le rendre visible de nuit, à l'aide d'un éclairage au gaz. Malheureusement, à la suite d'une fuite de gaz, le policier fut brûlé et l'idée ne progressa plus pendant cinquante ans[réf. nécessaire].
En 1934, pour renforcer la visibilité des passages piétons, Leslie Hore-Belisha, le ministre britannique des transports introduit des balises clignotantes à qui on a donné son nom, les Belisha beacons.
Les passages piétons installés au milieu du XXe siècle étaient des « passages cloutés ». En France, après des essais de passages piétons matérialisés par des bandes rouges en 1923, on utilisa en 1925 de gros clous plats en cuivre puis en acier forgé dont la tête faisait environ 10 cm de diamètre, et qui pouvaient être plantés entre les pavés des chaussées. Ils étaient à facettes pour refléter la lumière des phares. Ces clous ont été inventés par François Forissier, des Établissements Paulet, au Chambon-Feugerolles (Loire). Cette mesure prise à Paris se généralisa progressivement à la province. En 1931 cette nouvelle disposition frappe encore l’Alsacien Philippe Husser qui écrit dans son journal à la date du 13 juin : « Les rues de Paris ressemblent à des glaces à cause des clous qui doivent permettre aux piétons de traverser. Les voitures sont obligées de s’arrêter devant ces clous, dès lors que des piétons s’apprêtent à passer. »
À Paris, les passages cloutés passent de 78 en 1928 à 8 000 en 1932.
Les premiers passages zébrés semblent dater de 1949. Ils se sont généralisés ensuite grâce au remplacement des pavés par des surfaces synthétiques plus planes (enrobé et/ou béton) et grâce aux évolutions réalisées en matière de peinture. Bien qu'étant devenu très rares en dehors des centres-villes, les « passages cloutés » sont passés dans le langage courant à travers l'expression « être dans les clous », c'est-à-dire respecter les règles établies et les délais.

## Passages piétons en Europe

### Belgique
Au-delà des classiques passages zébrés, il existe un principe d'aménagement propre à la Belgique : le trottoir traversant. Dans ce type d'aménagement, inscrit au code de la route belge depuis janvier 2004, ce n'est pas la voie de circulation générale mais le trottoir qui est continu.
Depuis le 1er avril 1996, les piétons sont prioritaires et les véhicules doivent s'arrêter, s'ils sont sur le point de s'engager.

### France
Les passages piétons étaient peints en bandes jaunes dans les années 1960, puis blanches à la fin des années 1970.

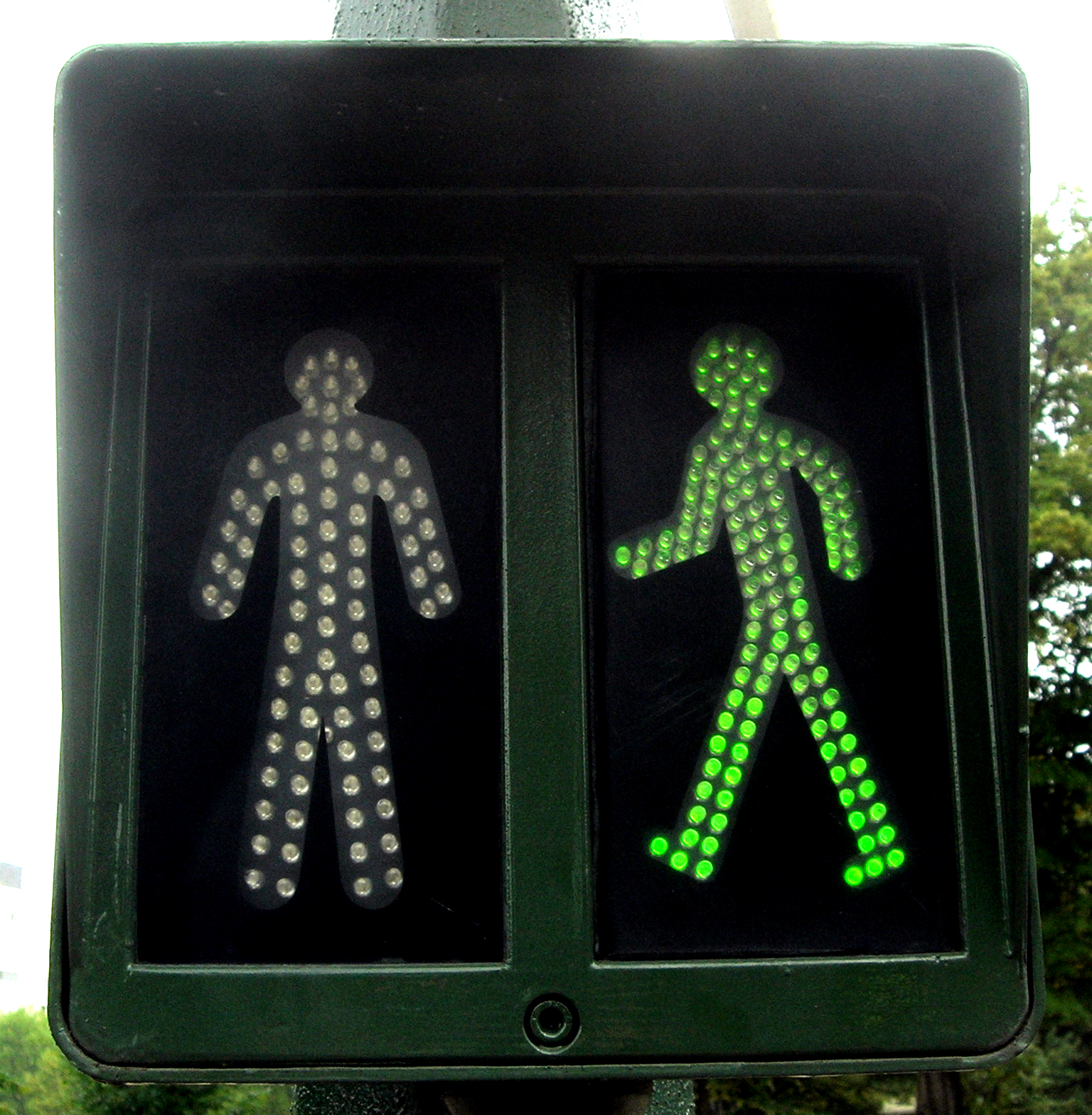
Feu piéton au vert.
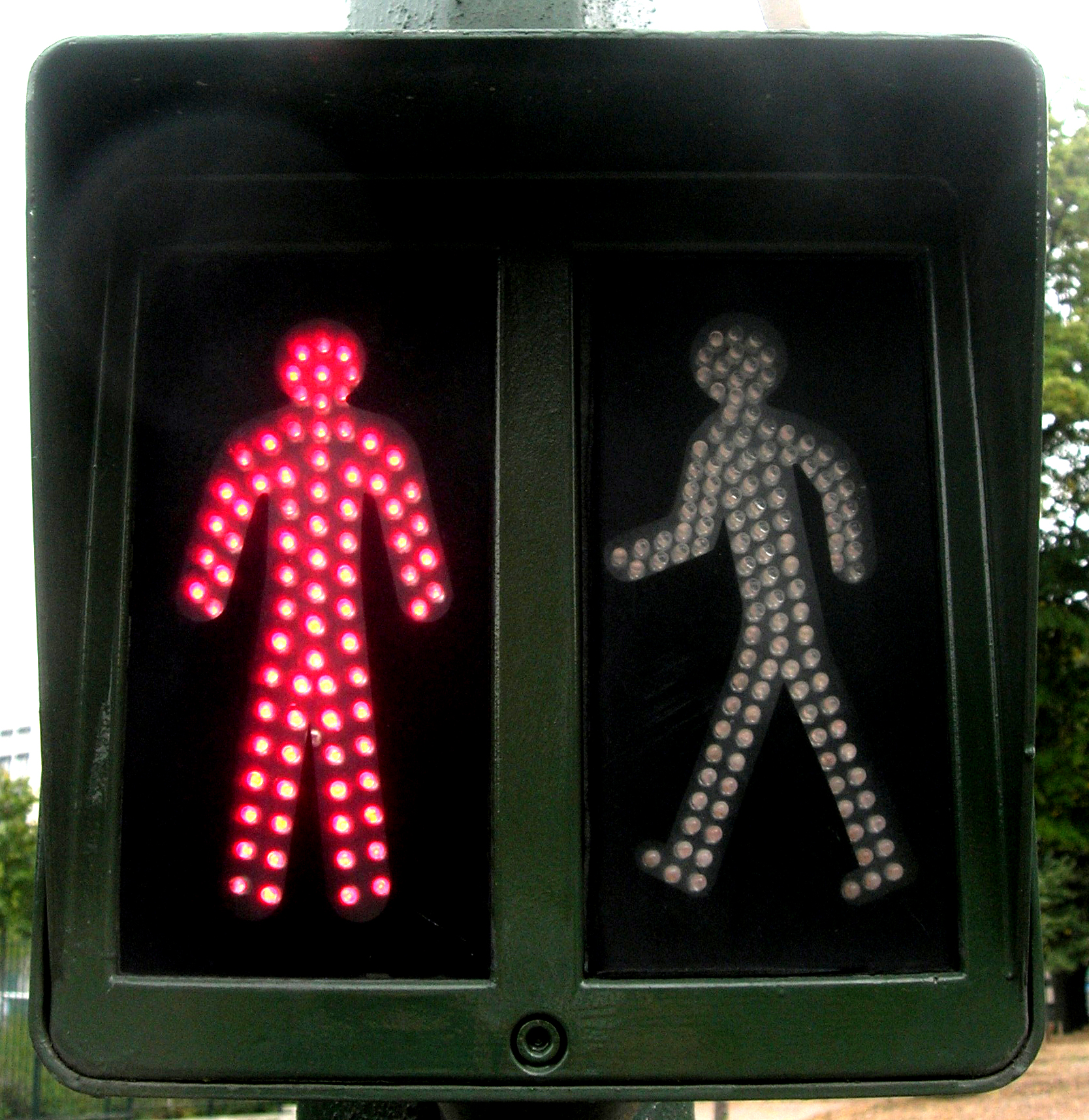
Feu piéton au rouge.

#### Réglementation

Le panneau en Allemagne

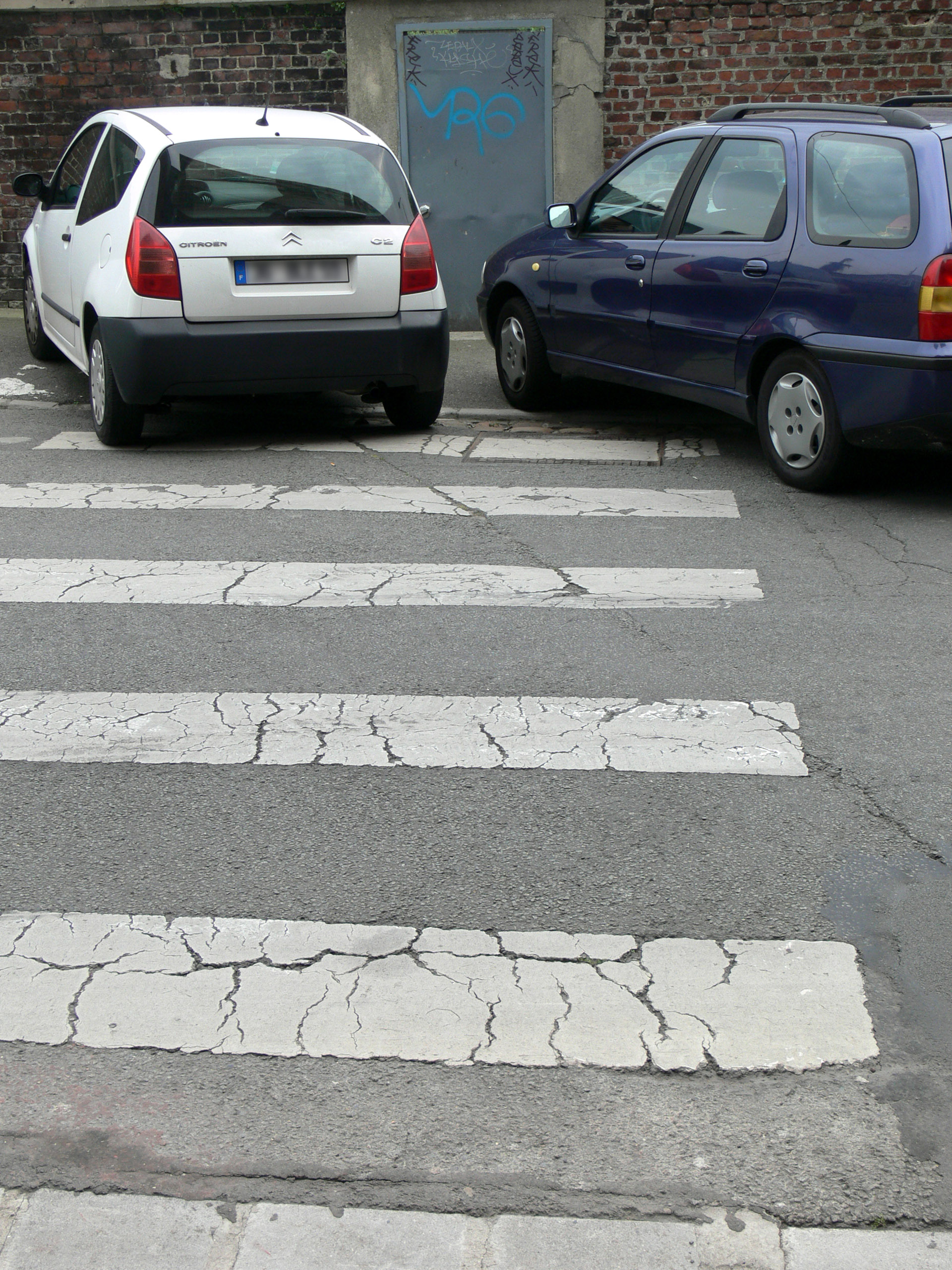
Des interdictions pas toujours respectées

L'existence de passages prévus à l'intention des piétons n'est pas une obligation, mais lorsqu'ils existent à moins de 50 mètres, les piétons sont tenus de les utiliser en vertu de l'article R412-37 du Code de la route.
Le Code de la route, dans sa version de 2011, a renforcé les droits des piétons :
- antérieurement, les conducteurs devaient céder le passage au piéton engagé (c'est-à-dire déjà un peu sur la chaussée); depuis 2011, ils doivent céder le passage au piéton « s’engageant régulièrement » c'est-à-dire en mouvement vers la chaussée même s'il n'a pas encore quitté le trottoir. Le mot « régulièrement » rappelle que l'article R412-37 demande au piéton de s'assurer que la voiture est assez loin pour qu'elle ait la distance pour s'arrêter (en ville, à 50 km/h, une distance de 30 mètres est considérée comme suffisante). La deuxième modification introduite par le nouveau décret, de 2011, est que le conducteur doit également céder le passage au piéton « manifestant » clairement son intention de traverser, c'est-à-dire en fait au piéton qui a la posture de quelqu'un qui attend pour traverser : se signaler, être près du bord et regarder dans la direction de la voiture. Le terme « manifestant » est passif, c'est à l'automobiliste de juger d'après la posture du piéton, « manifestant » ne doit donc pas être interprété comme « qui manifeste » qui serait une attitude active du piéton, il faut donc se tenir au mot « manifestant » qui est le terme utilisé dans le décret qui dispose : « Tout conducteur doit céder le passage, au besoin en s'arrêtant, au piéton s'engageant régulièrement dans la traversée d'une chaussée ou manifestant clairement l'intention de le faire ou circulant dans une aire piétonne ou une zone de rencontre » (article R 415-11)[8] ;
- le conducteur qui refuse la priorité au piéton risque de le tuer (en France, en ville, un piéton sur trois tués l'est sur un passage piéton)[réf. nécessaire]. De plus, il encourt une contravention de 4e classe, impliquant une amende de 135 euros, la perte de six points sur le permis et une peine complémentaire pouvant aller jusqu'à trois années de suspension du permis de conduire. En 2018, la sanction, auparavant de quatre points passe à six points et peut être constaté par vidéo surveillance[9] ;
- La loi dite Badinter (Loi du 5 juillet 1985) prévoit aussi que les conducteurs de véhicules motorisés indemnisent les piétons pour les dommages corporels qui leur sont causés (sauf dans les cas où le dommage a été volontairement recherché, tel que le suicide, par exemple), normalement au travers du système des assurances.
- la loi Mobilités (loi no 2019-1428 du 24 décembre 2019 d’orientation des mobilités) interdit tout stationnement (autre que vélo) à moins de 5 mètres d'un passage pour piétons. Les aménagements existants doivent être refaits avant 2027.

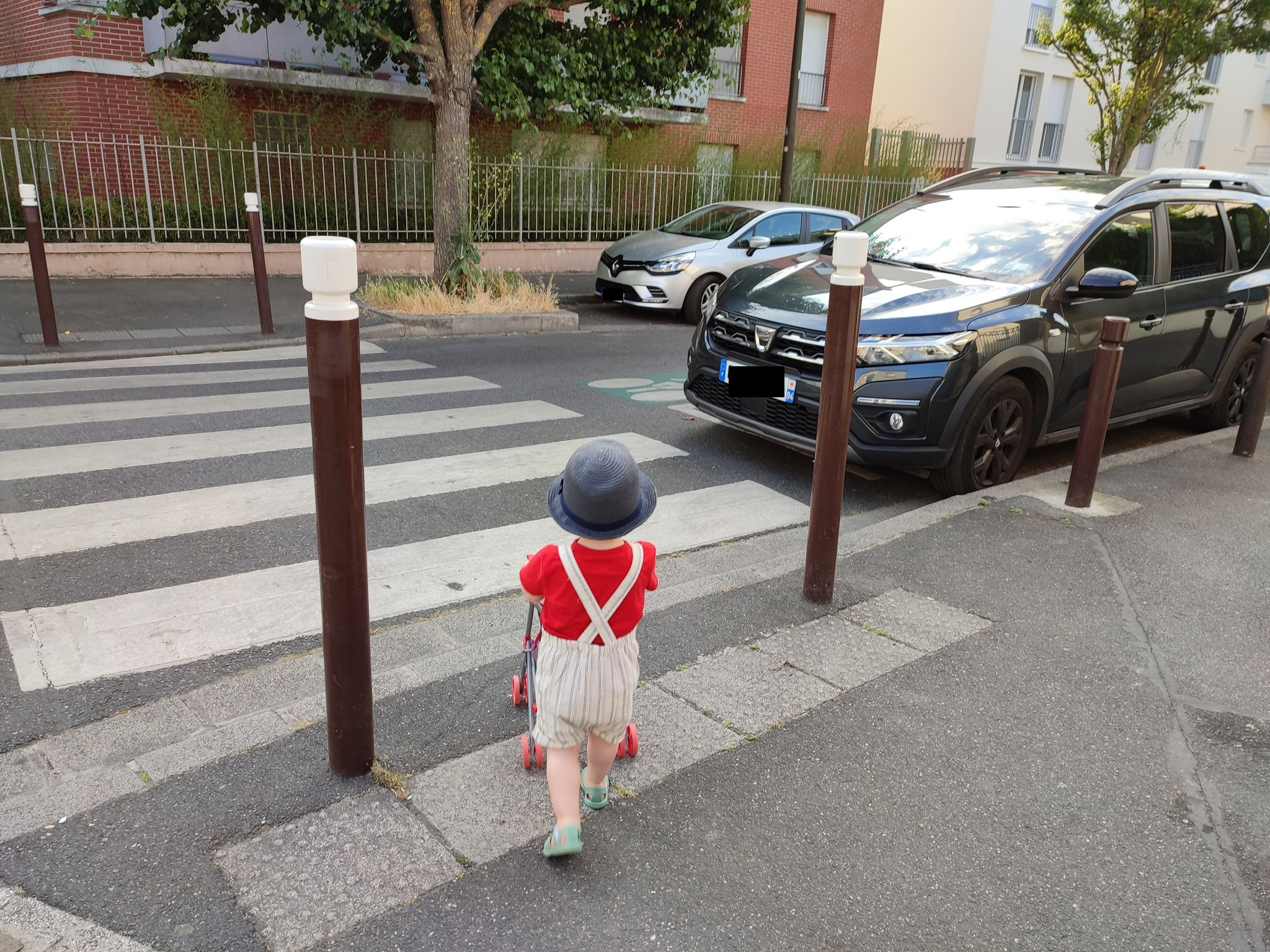
Un stationnement à moins de 5 m d'un passage piéton empêche toute visibilité pour l'enfant. Une voiture arrivant sur la route ne verra pas non plus ce dernier. Villejuif (94), 2023

.

#### Conception
Le seul marquage imposé consiste en des bandes rectangulaires blanches parallèles à l'axe de la chaussée, d'une longueur minimale de 2,50 mètres en ville et d'une longueur de 4 à 6 mètres en rase campagne ou dans les traversés de petites agglomérations. La largeur de ces bandes est de 0,50 mètre et leur inter-distance de 0,50 à 0,80 mètre. Ces marquages sur la chaussée peuvent éventuellement être complétés par une signalisation verticale.
Le marquage axial ou le marquage de délimitation des voies est interrompu de part et d’autre du passage pour piétons, à une distance de 0,50 mètre, pour éviter une juxtaposition des marques nuisible à leur lisibilité.
Dans le cas de passage piéton surélevé (ralentisseur de type trapézoïdal), et pour améliorer leur lisibilité, les bandes blanches sont prolongées sur une longueur de 0,50 mètre de part et d'autre du plateau constituant le passage piéton.
Par ailleurs, les conditions d'accessibilité pour les personnes handicapées définies par l'arrêté du 15 janvier 2007 doivent être respectées :
- au droit de chaque traversée pour piétons, des « abaissés » de trottoir ou bateaux sont réalisés avec des ressauts respectant les prescriptions ci-dessous. La partie abaissée du bateau a une largeur minimale de 1,20 mètre et les pentes des plans inclinés sont conformes à celles définies ci-dessus ;
- si la largeur du trottoir le permet, un passage horizontal d’au moins 0,80 mètre est réservé au droit des traversées pour piétons entre la pente du plan incliné vers la chaussée et le cadre bâti ou tout autre obstacle ;
- une bande d’éveil de vigilance conforme aux normes en vigueur est implantée pour avertir les personnes aveugles ou malvoyantes au droit des traversées matérialisées ;
- les passages pour piétons sont dotés d’un marquage réglementaire conformément à l’arrêté du 16 février 1988[11] modifié susvisé, et notamment aux dispositions de l’article 113 de l’instruction interministérielle sur la signalisation routière, septième partie (Marques sur chaussées). Ils comportent un contraste visuel[Quoi ?] ;
- un contraste tactile appliqué sur la chaussée ou le marquage, ou tout autre dispositif assurant la même efficacité, permet de se situer sur les passages pour piétons ou d’en détecter les limites ;
- les matériaux utilisés et les éventuels dispositifs d’éclairage respectent les dispositions relatives à la visibilité.

#### Réalisation
La matérialisation du passage piéton par des bandes de 0,50 mètre de large peut être réalisée soit par un marquage additionnel, soit, si l'on est en milieu urbain éclairé, par la constitution de la chaussée elle-même : c'est le cas des pavés. En effet, dans ce dernier cas, la rétroréflexion n'étant pas obligatoire, les pavés peuvent être utilisés. Étant alors considérés comme partie intégrante de la chaussée, ils doivent respecter les règles d'adhérence d'une chaussée normale[réf. nécessaire].

#### Accidents
En France, en 2019, sur 518 piétons tués en un lieu connu, 128, soit 25 %, le sont sur un passage piéton. Sur 128 piétons tués sur un passage piéton, 94 (73 %) sont sans signalisation lumineuse et 34 (27 %) sont avec signalisation lumineuse.
En France, en 2019, sur 11 032 piétons recensés impliqués dans un accident en un lieu connu, 5064, soit 46 %, le sont sur un passage piéton. Sur 5 064 piétons impliqués sur un passage piéton, 3 423 (68 %) sont sans signalisation lumineuse et 1 641 (32 %) sont avec signalisation lumineuse.

### Royaume-Uni
Au Royaume-Uni, un piéton peut traverser la rue n'importe où, mais il est recommandé de traverser à un passage si c'est disponible. Comme à de nombreux pays du Commonwealth, les passages pour piétons (en anglais : pedestrian crossing) tient leur nom de divers animaux :
- les passages de zèbre : des barres longitudinales qui traversent la rue et deux balises verticales (Belisha beacons) indiquant la priorité pour les piétons (il faut que le piéton soit sur la chaussée pour bénéficier de cette priorité) ;
- les passages de pélican (c'est-à-dire PEdestrian LIght CONtrolled ou en français Passage piéton contrôlé par des feux) : des feux arrêtent le flux de trafic pour que les piétons puissent traverser la rue ;
- les passages de « puffin » (en anglais : puffin crossing, c'est-à-dire Pedestrian User-Friendly INtelligent ou en français Passage piéton convivial et intelligent) et passages « pedex » : semblable au pélican, mais utilisent des capteurs de véhicule et de piéton pour gérer la demande ; en plus, s'il s'agit du marcareux, les feux de piéton se situe au-dessus du bouton-poussoir, et non pas à l'autre côté de la rue ;
- les passages de toucan (qui sonne comme TWO CAN, c'est-à-dire les deux les cyclistes et les piétons peuvent traverser) : un passage que les cyclistes peuvent utiliser aussi ;
- les passages parallèle où il y a un piste cyclable à côté du zèbre (en parallèle) et les passages de « sparrow » (c'est-à-dire Signalised PARallel) où il y a un piste cyclable contrôlé par des feux à côté d'un passage contrôlé par des feux.

Un conducteur qui ne respecte pas les règles du zèbre ou du zone contrôlée, ou qui grille un feu rouge pourrait recevoir trois points de pénalité à son permis et une amende de 1 000 GBP (~ 1 120 € à l'heure actuelle[Quand ?]) au plus,.

### Suisse

Passages pour piétons avec ligne interdisant l'arrêt de 10 mètres.

Les Passages pour piétons (PPP) sont jaunes en Suisse. Ils sont scrupuleusement respectés par les automobilistes, ce qui rend le cheminement piéton particulièrement confortable.

#### Réglementations
Selon la Loi fédérale sur la circulation routière (LCR) du 19 décembre 1958, les articles :
- Art. 33 : Obligations à l’égard des piétons.
  - 1er - Le conducteur facilitera aux piétons la traversée de la chaussée ;
  - 2e - Avant les passages pour piétons, le conducteur circulera avec une prudence particulière et, au besoin, s’arrêtera pour laisser la priorité aux piétons qui se trouvent déjà sur le passage ou s’y engagent.
- Art. 49 : Piétons.
  - 2e - Les piétons traverseront la chaussée avec prudence et par le plus court chemin en empruntant, où cela est possible, un passage pour piétons. Ils bénéficient de la priorité sur de tels passages, mais ne doivent pas s’y lancer à l’improviste.
- Art. 18 : Arrêt.
  - 2e - Sur les passages pour piétons et, dans leur prolongement, sur la surface contiguë ainsi que, lorsque aucune ligne interdisant l’arrêt n’est marquée, à moins de 5 mètres avant le passage, sur la chaussée et sur le trottoir contigu.

En effet, avant les passages pour piétons, une ligne interdisant l’arrêt (jaune, continue ; 6.18), d’une longueur d’au moins 10 mètres et marquée parallèlement au bord droit de la chaussée, elle interdit l’arrêt volontaire sur la chaussée et sur le trottoir adjacent. Elle n'est pas tracée sur les intersections, près des bandes cyclables, ainsi que sur les créneaux de parcage et d’arrêt précédant un passage pour piétons.
Selon l’article 47, alinéa premier, de l’Ordonnance sur les règles de la circulation routière (OCR) « Les piétons (…) utiliseront les passages pour piétons (…) qui se trouvent à une distance de moins de 50 mètres » ».

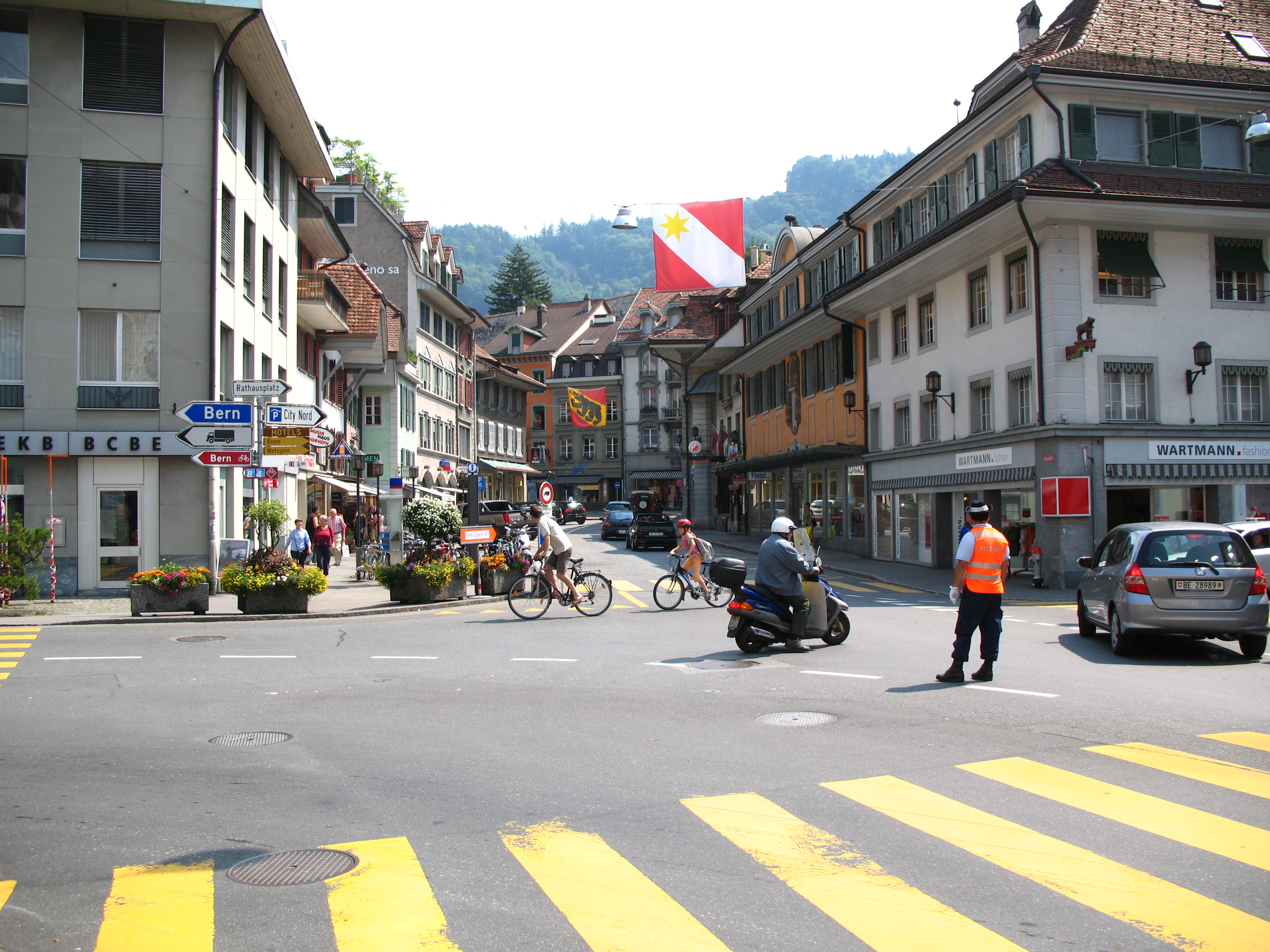
Passages pour piétons à une intersection à Thoune.
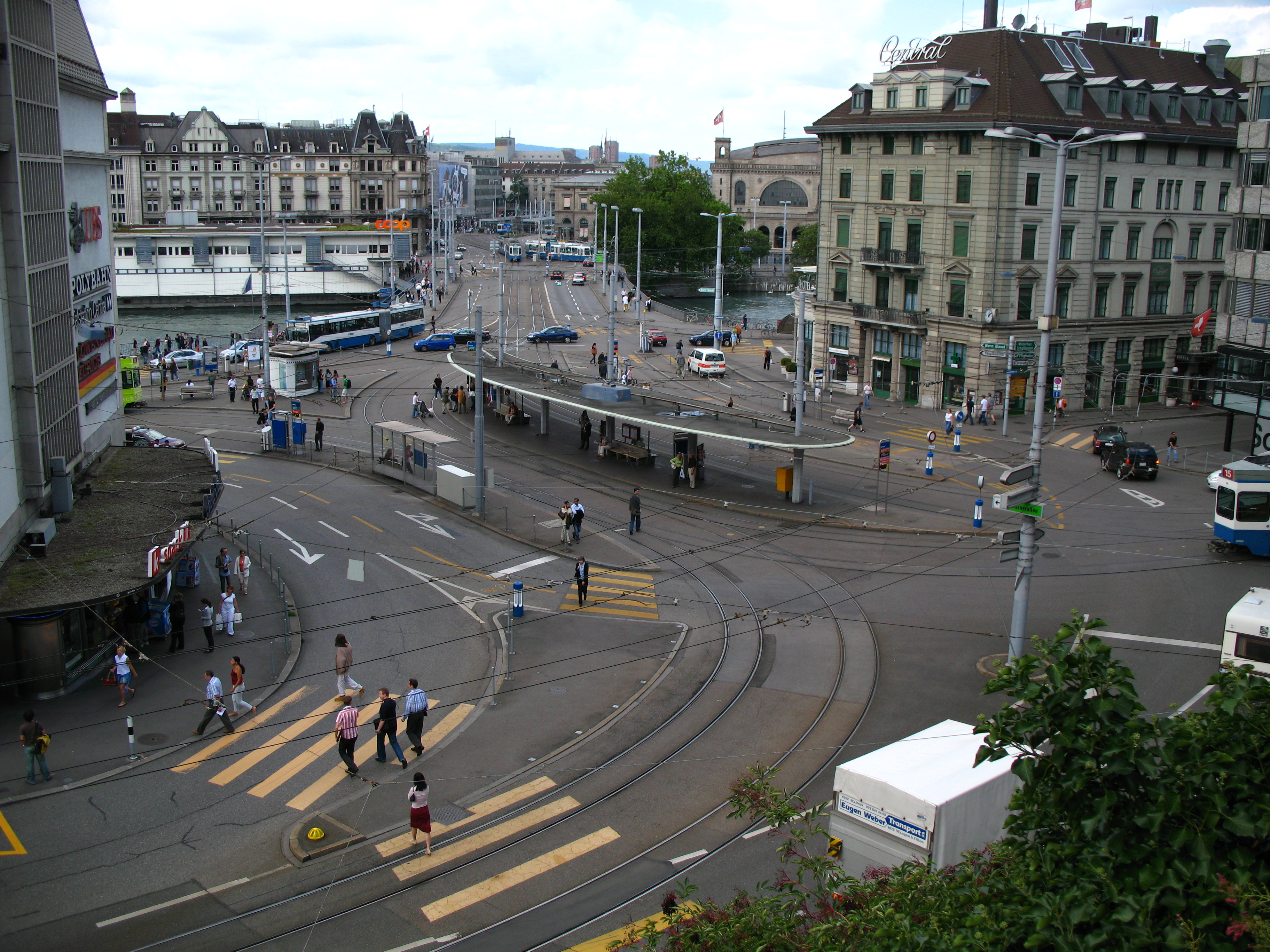
Passages pour piétons à la gare de tramway Central à Zurich.
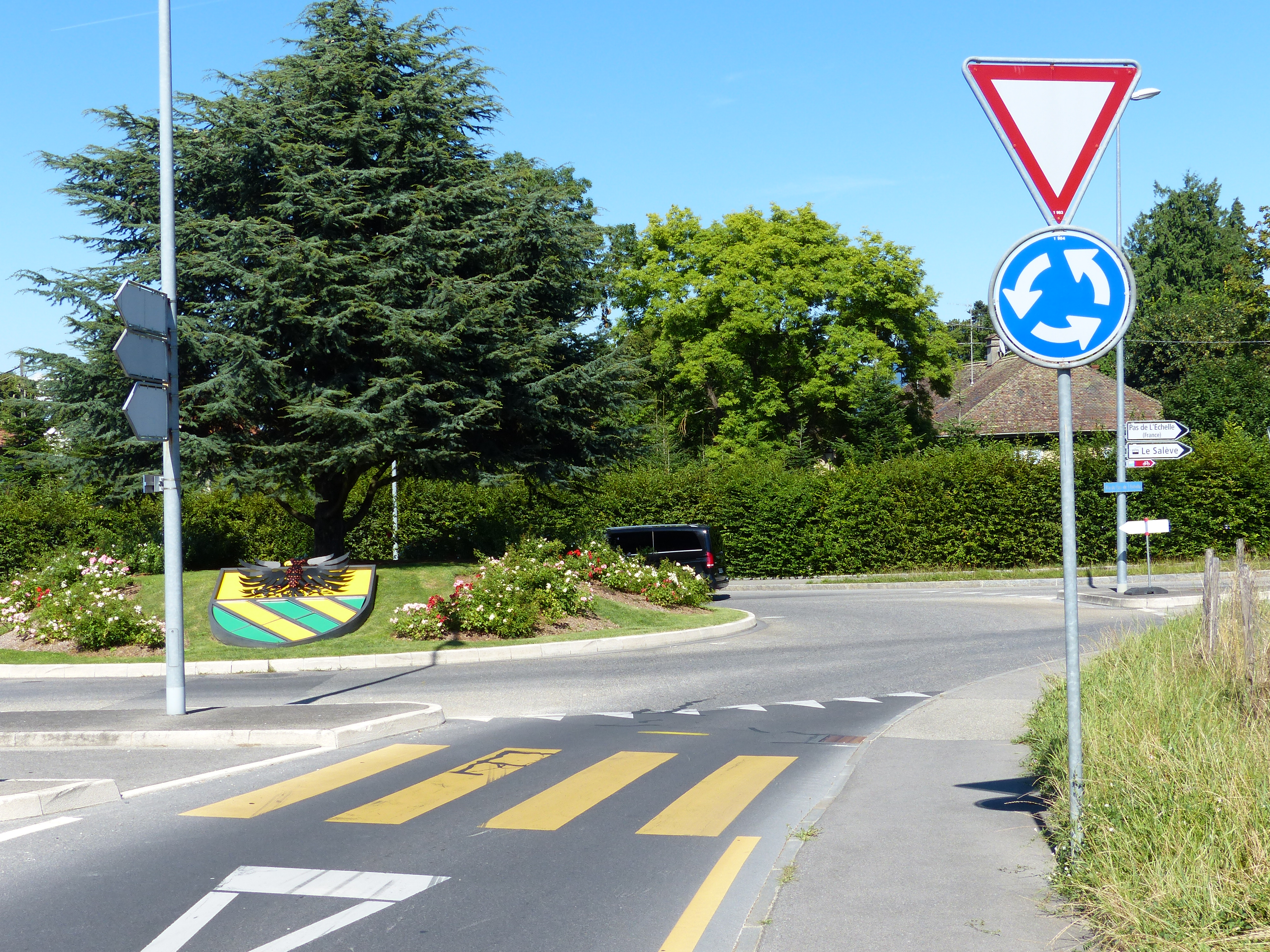
Passage pour piéton à l'entrée d'un giratoire.
Le signal Emplacement d’un passage pour piétons (4.11) met en évidence la présence d’un passage pour piétons (art. 77).
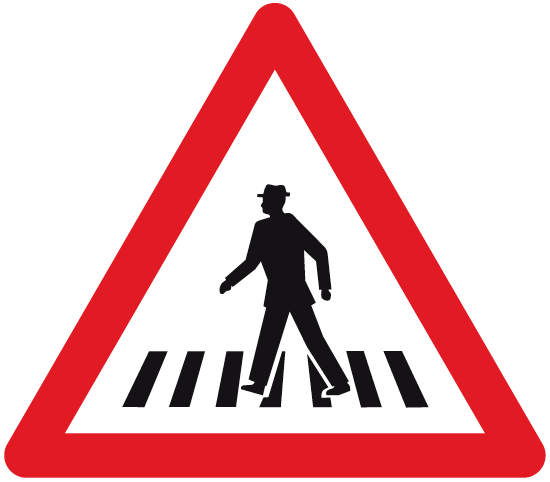
Le signal passage pour piéton (1.22) annonce les passages (art. 77) que le conducteur ne peut pas apercevoir à temps (p. ex. à cause d’un virage ou d’un dos d’âne) ou les passages se trouvant sur des routes à trafic dense et rapide (p. ex. au delà des intersections situées hors des localités).

### Espagne
En Espagne, en 2019 et 2020, 82 personnes sont tuées sur un passage piéton ou à un feu rouge.
L'Espagne est le seul pays à avoir une lumière spécifique lorsque le passage piéton est vert.

## Reste du monde

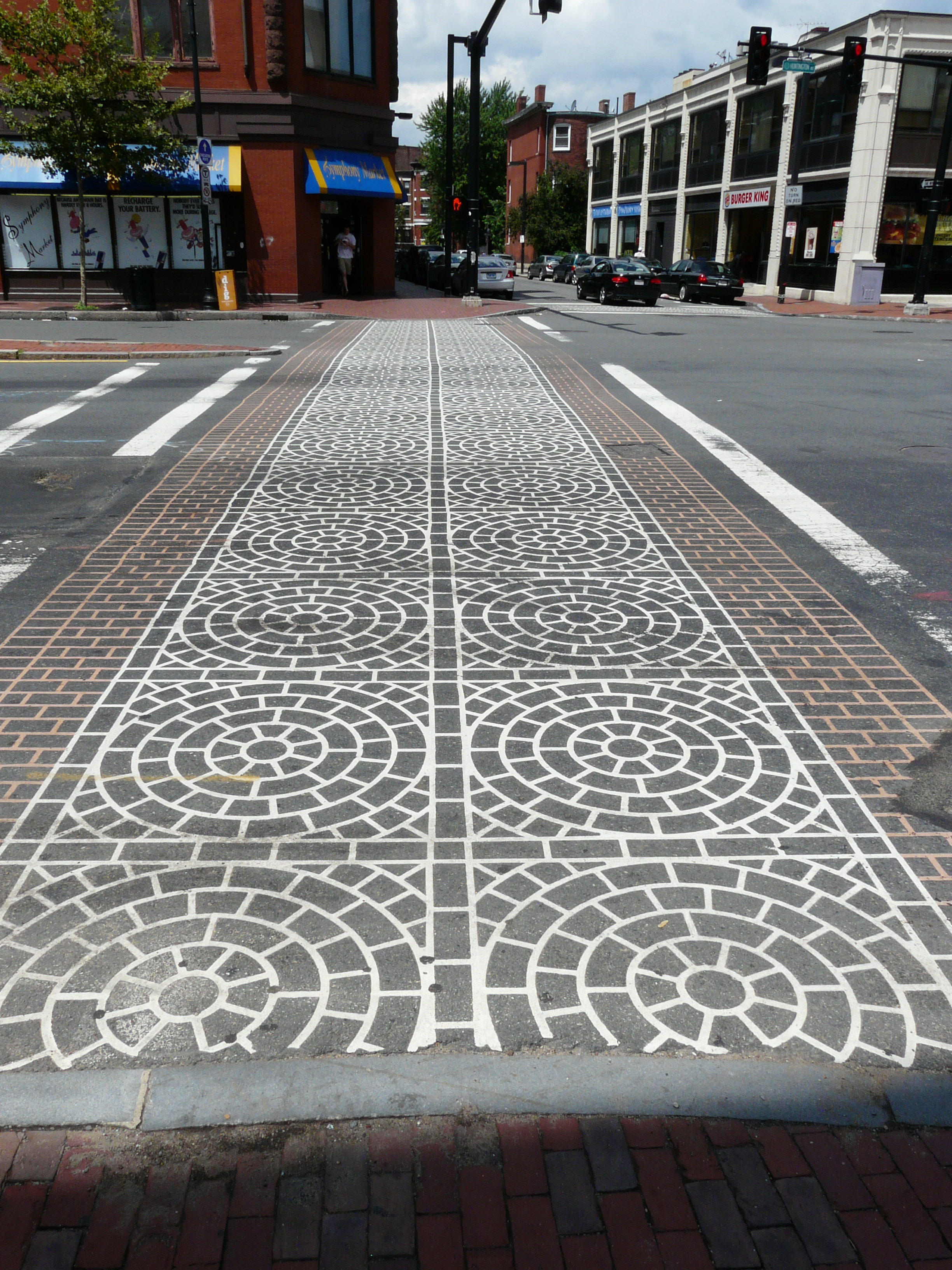
Huntington Avenue à Boston au croisement de la Gainsborough Street.
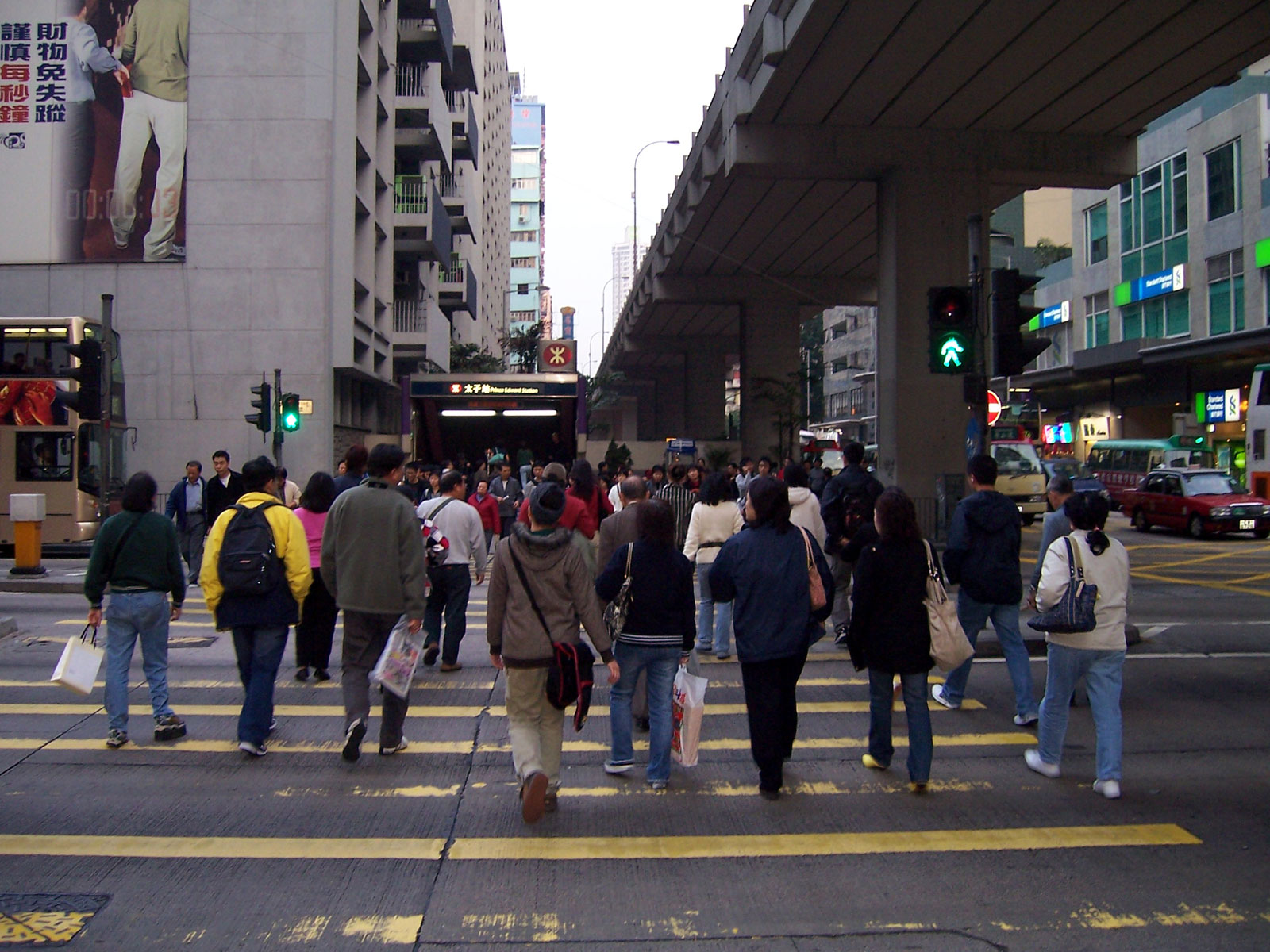
Mong Kok.
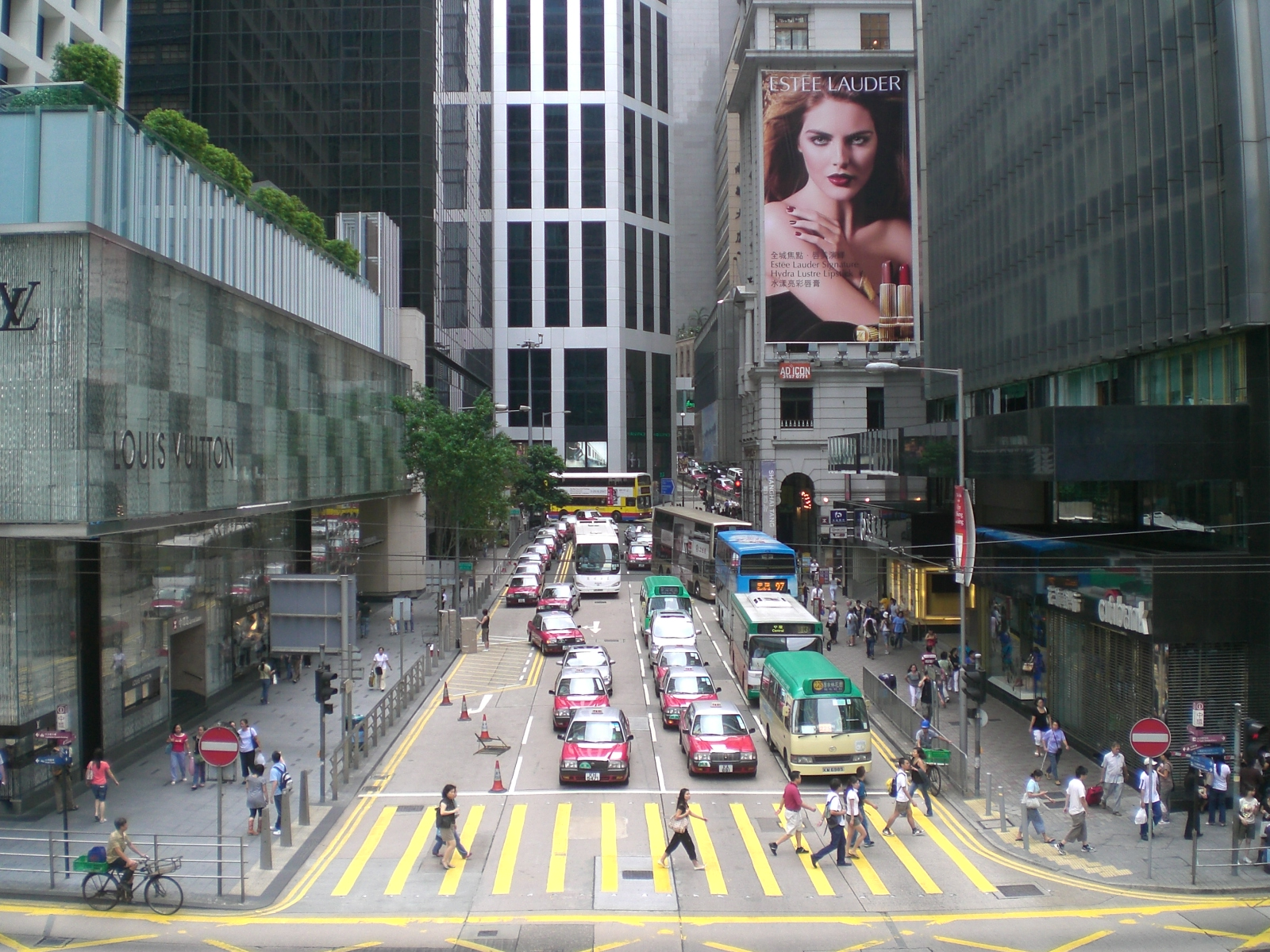
Hong Kong.
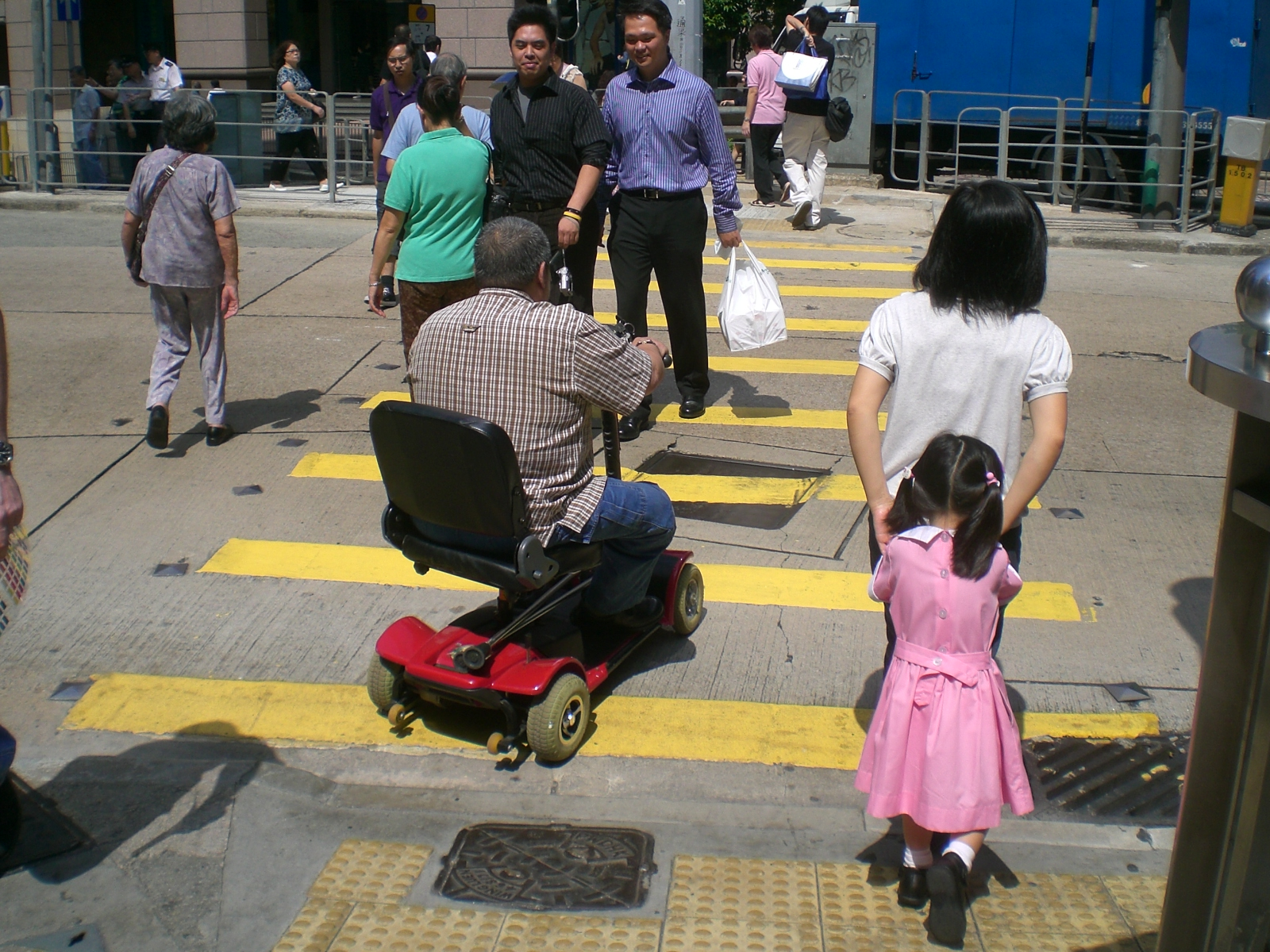
Personne handicapée sur un passage piéton à Hong Kong.
Signe routier russe.
Signe routier australien.
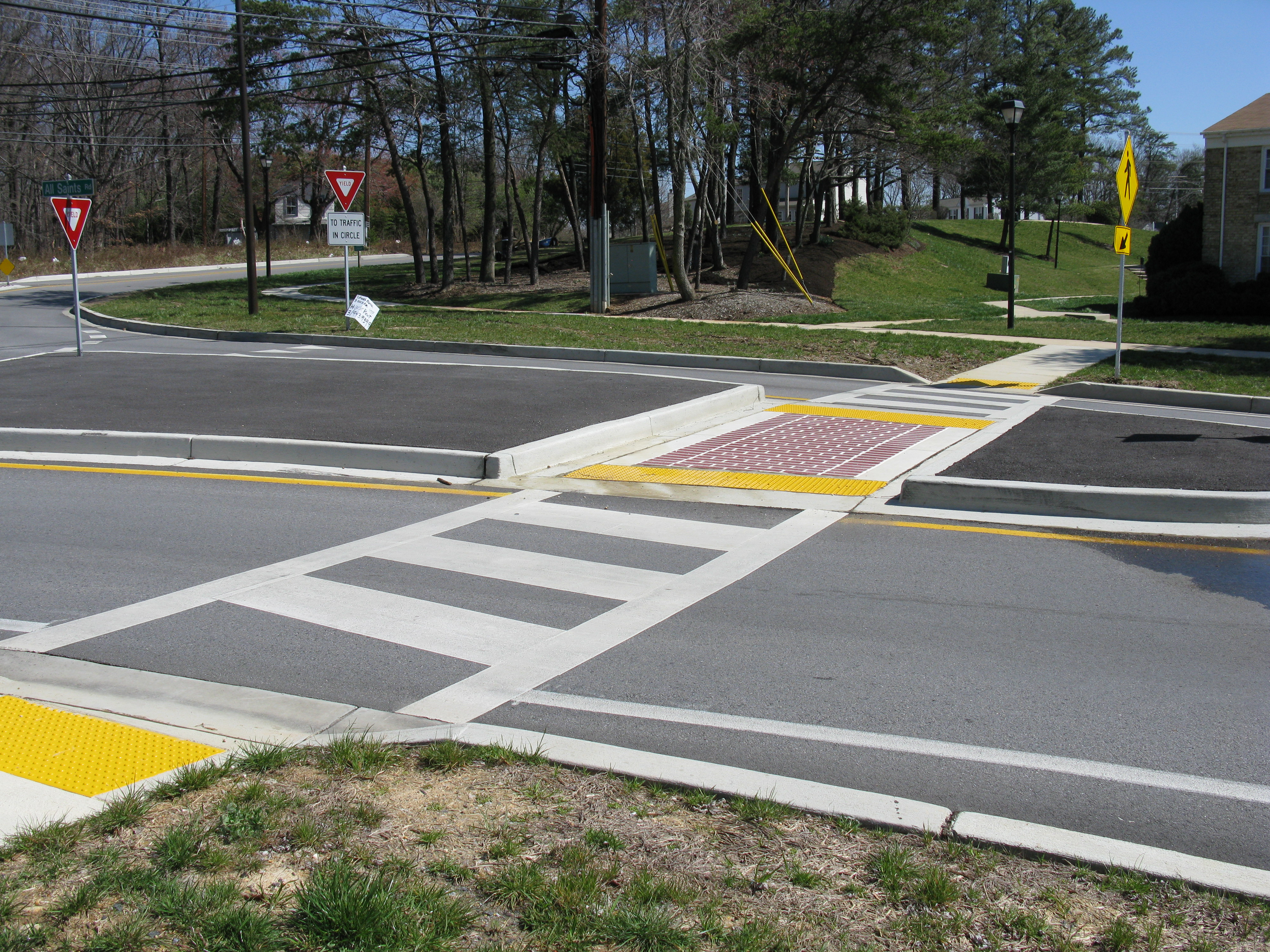
passage piéton avec îlot central à North Laurel, Maryland

## Aménagements pour les personnes handicapées

### Personnes aveugles ou malvoyantes
Lorsque la vue le permet, et si le contraste dans l'environnement reste performant, les repères sont pris visuellement grâce aux différences de couleur. Cette détection visuelle renseigne sur les différents revêtements au sol, tant à l'extérieur qu'à l'intérieur.
Dès que la vue n'est plus suffisante, pour assurer un déplacement en sécurité, la personne déficiente visuelle utilise des aides ou des solutions qui peuvent être la canne blanche ou un chien-guide.
Il est ainsi possible aux personnes aveugles ou malvoyantes de faire la distinction entre certains reliefs à condition que les caractéristiques de ceux-ci soient suffisamment identifiables à la vue pour le contraste visuel, au toucher pour le contraste tactile, et à l’ouïe pour le contraste sonore.
Pour signaler le danger que constitue une traversée de route, sont ainsi disposées en limite du passage piéton des bandes d’éveil de vigilance constituées de surfaces podotactiles, c'est-à-dire reconnaissables au toucher par les personnes aveugles ou malvoyantes. Des avertisseurs sonores peuvent également être mis en place.

### Personnes handicapées motrices
Afin de faciliter les traversées de chaussées aux personnes à mobilité réduite, beaucoup de pays ont adopté des dispositions législatives et réglementaires imposant des aménagements spécifiques, comme en particulier les bateaux.
En France, c'est la loi du 11 février 2005 qui définit les modalités d'accessibilité des lieux publics (cadre bâti et voirie) et en particulier l'arrêté du 15 janvier 2007 qui entre en vigueur le 1er juillet 2007.